# Mährische Elle
Die Mährische Elle  war ein Längenmaß in der Markgrafschaft Mähren mit seiner Hauptstadt Brünn und war wesentlich größer als die Böhmische Elle. Vorgeschrieben waren die sogenannten Wiener Maße und Gewichte, waren aber nicht vollständig in Anwendung.
- 1 Mährische Elle = 350,457 Pariser Linien = 0,790572 Meter[1]

Im Vergleich: 1 Mährische Elle = 1,01458 Wiener Elle, wurde aber in der Praxis gleichgesetzt.